# Saint-Riquier
Saint-Riquier település és község Franciaországban, Somme megyében. Lakosainak száma 1268 fő (2022. január 1.). Saint-Riquier Bellancourt, Buigny-l’Abbé, Gapennes, Millencourt-en-Ponthieu, Neufmoulin, Oneux, Vauchelles-les-Quesnoy és Bussus-lès-Yaucourt községekkel határos.

## Népesség
A település népessége az elmúlt években az alábbi módon változott:
| Lakosok száma | 1248 | 1235 | 1277 | 1258 | 1270 | 1265 | 1260 | 1257 | 1268 |
|               | 2013 | 2015 | 2016 | 2017 | 2018 | 2019 | 2020 | 2021 | 2022 |

## Galéria

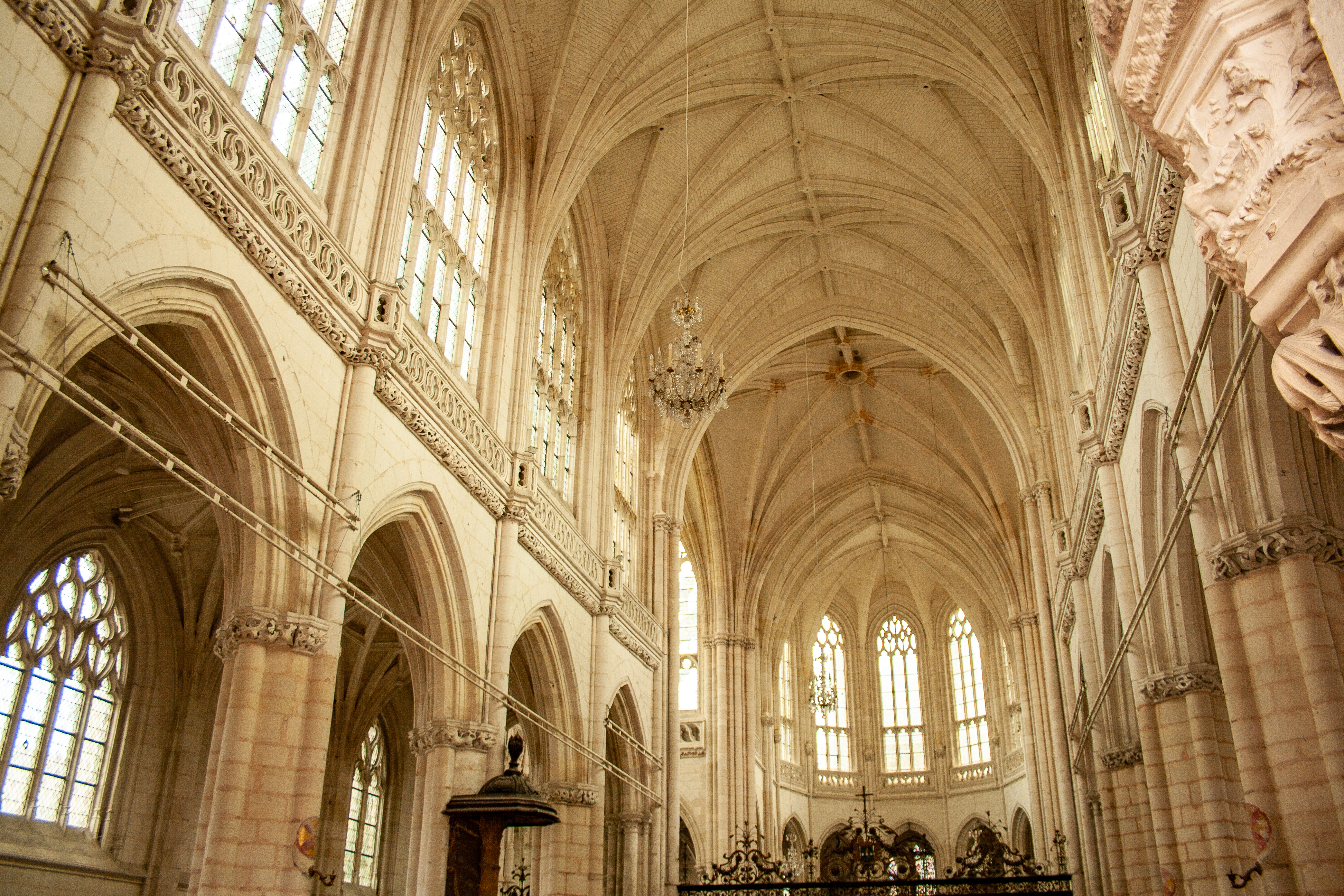
A Saint-Riquier-templom főhajója
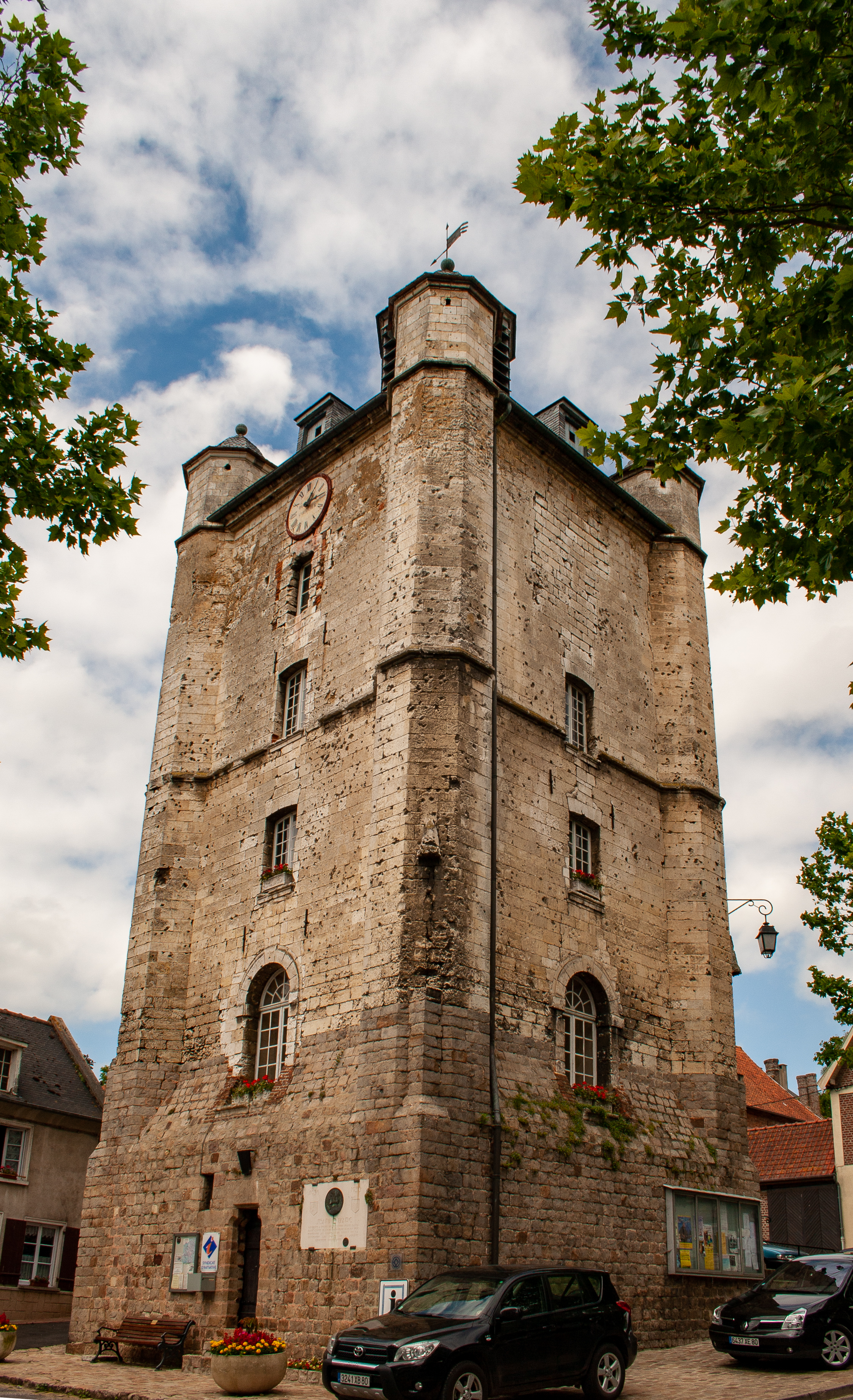
Harangtorony Jeanne d’Arc emléktáblájával
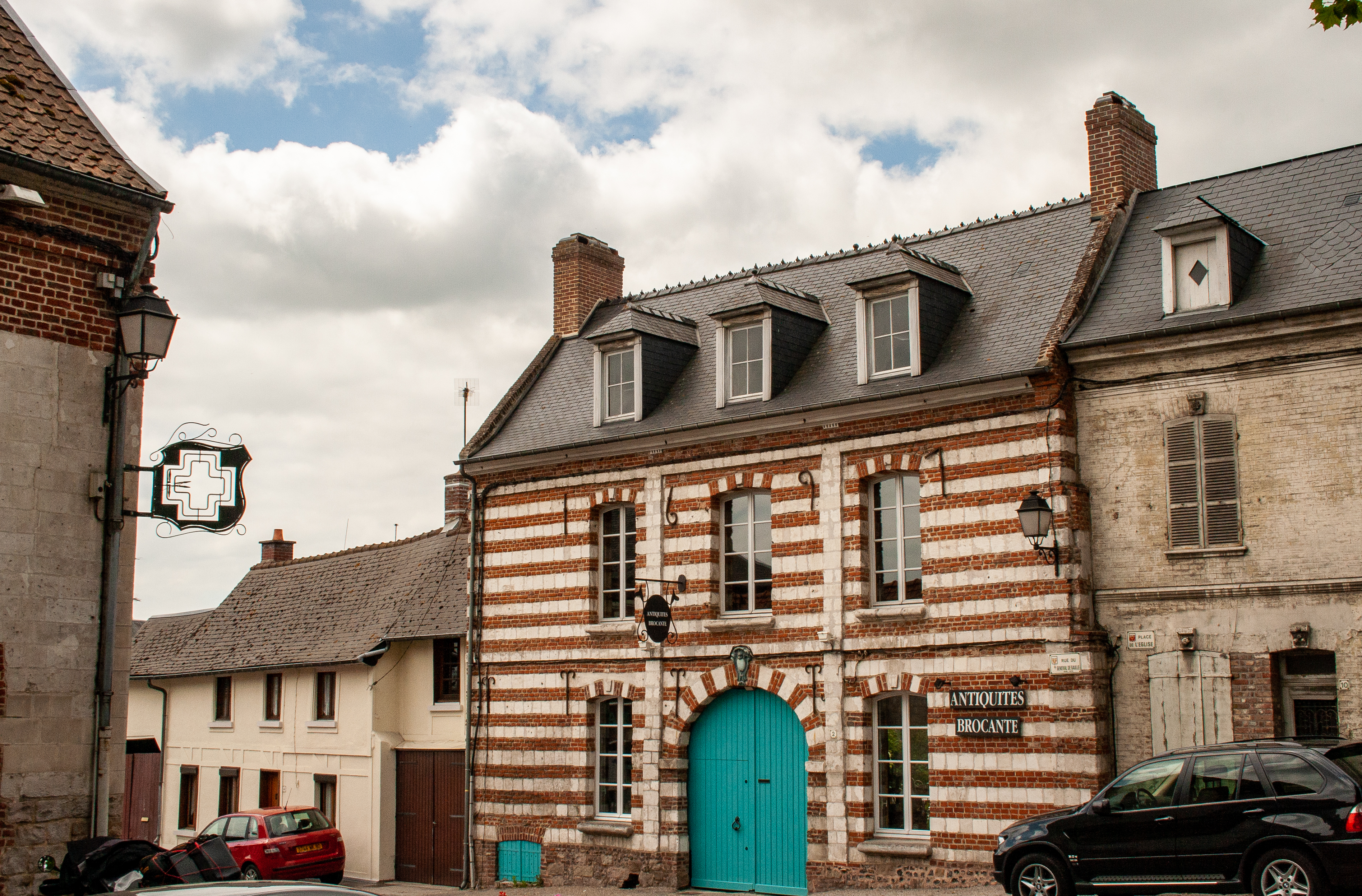
Utcarészlet